# Maria Epple
Maria Epple (ur. 11 marca 1959 w Seeg) – niemiecka narciarka alpejska reprezentująca RFN, mistrzyni świata.

## Kariera
Pierwsze punkty w zawodach Pucharu Świata wywalczyła 11 grudnia 1975 roku w Aprica, zajmując dziewiąte miejsce w slalomie. Na podium zawodów pucharowych po raz pierwszy stanęła 8 grudnia 1977 roku w Val d’Isère, gdzie rywalizację w gigancie ukończyła na drugiej pozycji. W zawodach tych rozdzieliła Lise-Marie Morerod ze Szwajcarii oraz Austriaczkę Monikę Kaserer. Łącznie 23 razy plasowała się w czołowej trójce, odnosząc przy tym pięć zwycięstw: 4 lutego 1981 roku w Zwiesel, 9 lutego 1982 roku w Oberstaufen, 27 lutego 1982 roku w Aspen i 25 marca 1982 roku w San Sicario była najlepsza w gigantach, a 25 stycznia 1985 roku w Arosa była najlepsza w slalomie. Najlepsze wyniki osiągnęła w sezonie 1981/1982, kiedy zajęła czwarte miejsce w klasyfikacji generalnej, a w klasyfikacji giganta była druga. Ponadto w klasyfikacji giganta zajmowała też trzecie miejsce w sezonach 1977/1978 i 1982/1983.
Jej największym sukcesem jest złoty medal w gigancie wywalczony podczas mistrzostw świata w Garmisch-Partenkirchen w 1978 roku. Wyprzedziła tam Lise-Marie Morerod i Annemarie Moser-Pröll z Austrii. Był to jej jedyny medal wywalczony na międzynarodowej imprezie tej rangi. Była też między innymi szósta w slalomie na mistrzostwach świata w Schladming w 1982 roku oraz siódma w gigancie na rozgrywanych trzy lata później mistrzostwach świata w Bormio. W 1976 roku wystartowała na igrzyskach olimpijskich w Innsbrucku, zajmując 23. miejsce w zjeździe i 24. miejsce w gigancie. Podczas igrzysk w Lake Placid cztery lata później była ósma w gigancie. Brała też udział w igrzyskach w Sarajewie w 1984 roku, gdzie była trzynasta w gigancie i dwunasta w slalomie.
W 1986 roku zakończyła karierę.
Jej starsza siostra, Irene, także była narciarka alpejską.

## Osiągnięcia

### Igrzyska olimpijskie
| Miejsce | Dzień     | Rok  | Miejscowość | Konkurencja | Czas biegu | Strata | Zwyciężczyni     |
| ------- | --------- | ---- | ----------- | ----------- | ---------- | ------ | ---------------- |
| 23.     | 8 lutego  | 1976 | Innsbruck   | Zjazd       | 1:46,16    | +5,25  | Rosi Mittermaier |
| 24.     | 13 lutego | 1976 | Innsbruck   | Gigant      | 1:29,13    | +3,89  | Kathy Kreiner    |
| 8.      | 21 lutego | 1980 | Lake Placid | Gigant      | 2:41,66    | +3,90  | Hanni Wenzel     |
| 13.     | 13 lutego | 1984 | Sarajewo    | Gigant      | 2:20,98    | +2,67  | Debbie Armstrong |
| 12.     | 13 lutego | 1984 | Sarajewo    | Slalom      | 1:36,47    | +2,30  | Paoletta Magoni  |

### Mistrzostwa świata
| Miejsce | Dzień     | Rok  | Miejscowość            | Konkurencja | Czas biegu | Strata | Zwyciężczyni     |
| ------- | --------- | ---- | ---------------------- | ----------- | ---------- | ------ | ---------------- |
| 23.     | 8 lutego  | 1976 | Innsbruck              | Zjazd       | 1:46,16    | +5,25  | Rosi Mittermaier |
| 24.     | 13 lutego | 1976 | Innsbruck              | Gigant      | 1:29,13    | +3,89  | Kathy Kreiner    |
| DNF     | 3 lutego  | 1978 | Garmisch-Partenkirchen | Slalom      | 1:24,85    | -      | Lea Sölkner      |
| 1.      | 4 lutego  | 1978 | Garmisch-Partenkirchen | Gigant      | 2:41,15    | -      | -                |
| 8.      | 21 lutego | 1980 | Lake Placid            | Gigant      | 2:41,66    | +3,90  | Hanni Wenzel     |
| 23.     | 2 lutego  | 1982 | Schladming             | Gigant      | 2:37,17    | +5,59  | Erika Hess       |
| 6.      | 6 lutego  | 1982 | Schladming             | Slalom      | 1:41,60    | +2,25  | Erika Hess       |
| 7.      | 6 lutego  | 1985 | Bormio                 | Gigant      | 2:18,53    | +1,81  | Diann Roffe      |
| DNF     | 9 lutego  | 1985 | Bormio                 | Slalom      | 1:29,58    | -      | Perrine Pelen    |

### Puchar Świata

#### Miejsca w klasyfikacji generalnej
- sezon 1975/1976: 38.
- sezon 1976/1977: 33.
- sezon 1977/1978: 7.
- sezon 1979/1980: 28.
- sezon 1980/1981: 14.
- sezon 1981/1982: 4.
- sezon 1982/1983: 9.
- sezon 1983/1984: 14.
- sezon 1984/1985: 12.
- sezon 1985/1986: 42.

#### Zwycięstwa w zawodach
1. Zwiesel – 4 lutego 1981 (gigant)
2. Oberstaufen – 9 lutego 1982 (gigant)
3. Aspen – 27 lutego 1982 (gigant)
4. San Sicario – 25 marca 1982 (gigant)
5. Arosa – 25 stycznia 1985 (slalom)

#### Miejsca na podium w zawodach
1. Val d’Isère – 8 grudnia 1977 (gigant) – 2. miejsce
2. Les Mosses – 9 stycznia 1978 (gigant) – 3. miejsce
3. Maribor – 22 stycznia 1978 (slalom) – 2. miejsce
4. Stratton Mountain – 2 marca 1978 (gigant) – 2. miejsce
5. Waterville Valley – 28 lutego 1980 (gigant) – 2. miejsce
6. Maribor – 10 lutego 1981 (gigant) – 2. miejsce
7. Furano – 15 marca 1981 (slalom) – 3. miejsce
8. Pfronten – 8 stycznia 1982 (gigant) – 3. miejsce
9. Waterville Valley – 4 marca 1982 (gigant) – 2. miejsce
10. Montgenèvre – 27 marca 1982 (slalom) – 2. miejsce
11. Mont Tremblant – 6 marca 1983 (gigant) – 2. miejsce
12. Waterville Valley – 9 marca 1983 (gigant) – 2. miejsce
13. Waterville Valley – 10 marca 1983 (gigant) – 2. miejsce
14. Haus – 22 grudnia 1983 (gigant) – 2. miejsce
15. Verbier – 22 stycznia 1984 (slalom) – 2. miejsce
16. Lake Placid – 7 marca 1984 (gigant) – 3. miejsce
17. Courmayeur – 1 grudnia 1984 (slalom) – 2. miejsce
18. Santa Caterina – 17 grudnia 1984 (gigant) – 3. miejsce